# アジア銀行家協会
アジア銀行家協会（－ぎんこうかきょうかい、Asian Bankers Association、アジア銀行協会とも）はアジア太平洋地域での銀行・金融業務を推進するための意見・情報交換を目的として設立された銀行家の非政府系国際フォーラム。略称はABAで米国銀行協会（en:American Bankers Association）と同じである。アジア商工会議所連合会（Confederation of Asia Pacific Chambers of Commerce and Industry (CACCI、キャシー)）傘下の評議会の一つ、アジア銀行評議会（Asian Bankers Council）として1981年10月29日に台北で発足した。アジア太平洋地域23カ国27地域から100を超える銀行が加入している。年一回の年次総会の他にセミナーやワークショップを開催している。この他にも機関紙としてABA Newsletter、学術雑誌としてABA Journal on Banking and Financeや政府系評議会であるアジア太平洋開発金融機関協会（ADFIAP）と共同でAsian Banking Digestを発行するとともに、職業訓練プログラムも実施している。